# محمدحسین معمار
محمد حسین معمار )زاده ۵ ژانویهٔ ۱۹۷۲) (15 دی 1350) یک مربی فوتبال اهل ایران است.
محمد حسین حاج ابوالحسن معمار (به اختصار حسین معمار) متولد 15 دی 1350 می باشد. او پسرعموی محمود معمار فوتبالیست ملی پوش تیم ملی فوتبال ایران و شاهین است. در سال 1366 در تیم جوانان وحدت زیر نظر حسین کافی بازی حرفه ای خود را آغار کرد و سپس به تیم بزرگسالان  وحدت تهران منتقل شد و تا سال 1371 زیر نظر مجید جلالی کار کرد. در سال  1371 به مدت 3 سال در تیم فتح تهران در کنار بازیکنانی چون خداداد عزیزی، یدالله اکبری، بهروز رهبری فرد زیر نظر همایون شاهرخی و حسین فرکی بازی کرد.
در سال 1375 به تیم بهمن رفت تا در لیگ آزادگان به مربی گری فرهاد کاظمی در کنار فوتبالیست هایی چون حمید استیلی، اصغر مدیر روستا، خداداد عزیزی و محمد خاکپور بازی کند.
در سال 1378 با نظر همایون شاهرخی سرمربی وقت الذید امارات به آن کشور سفر کرد و بعد از بازگشت به ایران به تیم پیکان نقل مکان کرد. در تیم سایپا برای دو سال زیر نظر بیژن ذوالفقاری نسب بازی کرد و سپس به تیم پیکان به مربیگری اصغر مدیر روستا رفت. داماش گیلان و تیم نیروی زمینی آخرین تیم هاس حسین معمار بود.
بعد از بازنشسته شدن به مربی گری روی آورد و با رفتن در کلاس های مربیگری ای اف سی موفق به کسب مدرک های معتبر "اِی"، "بی"، "سی" و "دی" آسیا شد. حسین معمار مدت پنج سال است که در تیم های پارس جنوبی جم، نفت مسجد سلیمان، پیکان، و در حال حاضر ذوب آهن اصفهان کمک مربی مهدی تارتار می باشد.
- سال 1987 الی 1992 تیم وحدت
- سال 1992 الی 1996 تیم فتح 
- سال 1996 الی 1999 تیم بهمن
- سال 1999 الی 2000 تیم الذید امارات
- سال 2000 الی 2005 پیکان
- سال 2005 الی 2007 سایپا
- سال 2007 الی 2010 پیکان
- سال 2014 الی 2015 مربی استقلال آبی
- سال 2015 الی 2016 مربی بادران
- سال 2017 الی 2019 مربی پارس جم بوشهر
- سال 2019 الی 2020 نفت مسجد سلیمان (کمک مربی مهدی تارتار)
- سال 2020 الی 2021 پیکان تهران (کمک مربی مهدی تارتار)
- سال 2021 الی 2022 ذوب آهن اصفهان (کمک مربی مهدی تارتار)
- مشارکت‌کنندگان ویکی‌پدیا. «Mohammad Hossein Memar». در دانشنامهٔ ویکی‌پدیای انگلیسی، بازبینی‌شده در ۲۷ مارس ۲۰۱۴.